# Rhododendron taiwanalpinum
Rhododendron taiwanalpinum är en ljungväxtart som beskrevs av Jisaburo Ohwi. Rhododendron taiwanalpinum ingår i släktet rododendron, och familjen ljungväxter. Inga underarter finns listade i Catalogue of Life.